# بارو کوندا
بارو کوندا (به لاتین: Baro Kunda) یک منطقهٔ مسکونی در گامبیا است که در Lower River Division واقع شده‌است. بارو کوندا ۲،۱۴۹ نفر جمعیت دارد.